# Ordrup
Ordrup è un distretto del comune di Gentofte nella periferia settentrionale di Copenaghen, in Danimarca. Si trova a circa 12 km a nord dal centro della città.

## Storia
Ordrup originariamente era un piccolo villaggio che consisteva solo di otto fattorie e una fucina. L'area divenne una destinazione popolare per le escursioni per i cittadini di Copenaghen nel XVII secolo. Gli agricoltori hanno integrato il loro reddito raccogliendo torba venduta sul mercato di Copenaghen.
Ordrup passò sotto il Palazzo Bernstorff nel 1760 dopo che il ministro degli Esteri Johann Hartwig Ernst von Bernstorff aveva ricevuto l'intera area da Cristiano V in dono. Bernstorff è stata una forza trainante dietro le riforme agricole dell'epoca. È stata redatta una mappa dettagliata del territorio. Il terreno è stato suddiviso in lotti. Un'estrazione avvenuta a Palazzo Bernstorff il 1 settembre 1765 distribuì i lotti tra i contadini locali. I nomi delle otto fattorie erano Lindegaarden, Teglgaarden, Eigaarden, Holmegården, Skjoldgaarden, Hyldegaarden, Damgården e Skovgaarden. Le riforme hanno portato a maggiori profitti sia per gli agricoltori che per Bernstorff.
Una locanda fu aperta a Ordrup il 2 febbraio 1768. Nel 1770 Damgården si trasferì fuori dal villaggio per essere più vicino alla sua terra. La maggior parte delle fattorie e delle case rimanenti nel villaggio furono distrutte da un incendio il 6 settembre 1798. L'incendio iniziò nel laboratorio di Teglgården quando una pentola di colla che ribollì incendiò alcuni trucioli. Si è deciso di ricostruire le fattorie nei loro campi. I lotti nel villaggio furono venduti ad artigiani o persone di Copenaghen che vi costruirono residenze estive.
Molte delle fattorie furono convertite in case di campagna, soprattutto dopo che l'apertura della ferrovia di Klampenborg rese l'area più accessibile dal 1863. La prima scuola a Ordrup fu aperta il 1 maggio 1867. Fu seguita dalla scuola per ragazzi cattolici nel 1873. La scuola aveva una propria chiesa. La scuola e la chiesa furono costruite da Polly Berling, il proprietario di Ordruphøj, che si era convertito al cattolicesimo nel 1869. Pochi anni dopo fu costruita una chiesa parrocchiale protestante.
Ordrup si è sviluppato in un sobborgo poiché il terreno agricolo è stato costruito con case unifamiliari e condomini nella prima metà del XX secolo.